# Kimberly Chambers
Kimberly Chambers ou Kim Chambers est une actrice américaine de films pornographiques née le 11 janvier 1974 à Fullerton en Californie.

## Carrière
Avant de devenir actrice, elle fit une carrière d’athlète amateur. Chambers ne commença son travail d’actrice et de danseuse érotique qu’à partir de 1993. Elle fut mariée avec l’acteur porno Scott Styles entre 1998 et 2003.
Connue pour sa poitrine opulente, Chambers tourna aussi bien dans des scènes hétérosexuelles que dans des scènes homosexuelles. Elle interpréta en majorité des seconds rôles. Après quelques problèmes avec la drogue et l’alcool, Chambers fit un retour au niveau sportif en participant à diverses compétitions de culturisme en Californie.
Son nom d’actrice a été inspiré par Marilyn Chambers.

## Récompenses
- 1994 : XRCO Best Anal Sex Scene pour le film Butt Banged Bicycle Babes[1].
- 2002 : AVN Best Solo Sex Scene pour le film Edge Play[2]

## Filmographie sélective
- 1993 : Anal Asspirations
- 1994 : Anal Delinquent 2
- 1995 : Anal Intruder 9
- 1996 : Buttslammers 12: Anal Madness
- 1997 : Cumback Pussy 6
- 1998 : Girl's Affair 24
- 1999 : Buffy Malibu's Nasty Girls 19
- 2000 : Bursting Tits and Hot Clits
- 2001 : Tit to Tit 2001
- 2002 : No Man's Land: Legends
- 2003 : 2 Young 4 U Too
- 2004 : No Man's Land 38
- 2005 : Virtual Lap Dancers 1
- 2006 : Instant Lesbian
- 2007 : Flesh Fantasy
- 2008 : When MILFs Attack (II)
- 2009 : Dangerous Dykes
- 2013 : Snooty Booty
- 2014 : Hot Moms